# Cecilia Damström
Cecilia Damström (* 1988 in Helsinki) ist eine finnische Komponistin.

## Leben und Werk
Die Finnlandschwedin Cecilia Damström wuchs in Helsingfors (finnisch Helsinki) auf. Ihre Mutter stammt aus Deutschland. Damström erhielt eine Ausbildung als klassische Pianistin. Sie studierte von 2008 bis 2014 Komposition an der Tampere University of Applied Sciences bei Doctor Hannu Pohjannoro und anschließend bis 2018 an der Malmö Academy of Music und bei Luca Francesconi. 2018 erhielt sie das Rosenborg-Gehrmans Stipendium für den junge Komponisten des Jahres, 2021/2022 war sie Stipendiatin des Internationalen Künstlerhauses Villa Concordia in Bamberg. Sie wurde mit mehreren nationalen und internationalen Kompositionspreisen ausgezeichnet.
Damströms Werke wurden unter anderem von der Finnischen Nationaloper, dem Finnischen Rundfunk-Sinfonieorchester, der Colorado Springs Philharmonic und dem Brodsky Quartet aufgeführt. Ihre Kompositionen entstanden als Auftragsarbeiten für Orchester, Musik-Ensembles oder für Festivals. Zu ihren Kompositionen zählen Werke für Orchester, Ensemble, kammermusikalische Besetzung, Soloinstrumente (unter anderem für Geige, Bratsche, Klavier, Orgel, Akkordeon und Cello) sowie drei bis zu 65-minütige Kinderopern, Vokal- und Chorkompositionen.

## Kompositionen (Auswahl)

### Werke für Orchester
- Extinctions, Symphonieorchester (2023)
- Permafrost, Akkordeon und Streichorchester (2023)
- Wasteland, Symphonieorchester (2022)
- Earth Songs, Geige und Orchester (2021)
- Fretus für Streichorchester; Uraufführung Styrsö Kammarmusikdagar, Leitung Magnus Fryklund (2021)[9]
- ICE für Symphonieorchester, Auftragskomposition der Stadt Lahti als Grüne Hauptstadt Europas 2021 (2021)[10]
- Nixus, Symphonieorchester (2020)
- Lucrum für Symphonieorchester (2018)
- Tundo!, Symphonieorchester (2015/2018)
- Infirmus, Streichorchester (2015)

### Werke für Ensemble
- Vibrations, Blockflöte, Giege und Orgel (2021)
- Cura, Giege und Klavier (2020)
- Helene, Klavier und Bläserquartett (2020)
- Letters, Streichquartett (2018)
- Aino, Pierrot Ensemble (2018)
- Minna, Klavierquintett (2017)
- Via Crucis, Streichquartett (2012–2014)

### Kinderopern
- Vickan & Väinö (2019)
- Djurens planet (2018)
- Dumma kungen (2016)

### Vokalkompositionen und Chorwerke
- Science Frictions, für Kontratenor, Chor und Orchester (2022)
- The Holocene Extinctions, für Männerchor (2022)
- Hav, für Männerchor (2020)
- Framtidens skugga, Mezzosopran und Klavier (2019–2020)
- Requiem for our Earth, Frauenchor mit Elektronik und Video-Projektionen (2019)
- Öar i ett hav som strömmar, für Sopran und Klavier (2018)
- At Teasdale's, für Männerchor (2016)
- Angor, gemischter Chor (2015)
- El jardín de las morenas, Kinderchor (2014)
- Credo, gemischter Chor (2012)
- Dagbok  für Sopran und Orchester oder Klavier (2011)
- Min Gud, gemischter Chor oder Frauenchor (2010)

## Preise und Auszeichnungen
- 2015: 1. Preis beim International Josef Dorfman Composition Competition[11]
- 2016: Gewinnerin des International Linköpings Studentsångare Composition Award[12]
- 2016: 1. Preis beim International Vocal Espoo Choral Composition Competition[13]
- 2018: Kindernoper des Jahres[14]
- 2022: Teosto-Preis[15]